# Batalla del Banco Dogger (1915)
La batalla del Banco Dogger fue un encuentro bélico naval entre las armadas del Reino Unido y del Imperio alemán. Tuvo lugar cerca del banco Dogger, en el mar del Norte, el 24 de enero de 1915, durante la Primera Guerra Mundial, resultando tácticamente vencedora la Marina Real Británica. Los alemanes perdieron un crucero acorazado, el SMS Blücher.

## Orígenes
Tras varias actividades de la Marina Imperial Alemana en el mar del Norte, los británicos decidieron poner fin a estas. La flota de “dreadnoughts” inició el 10 de enero de 1915 un crucero hacia el Oeste de las islas Orcadas e islas Shetland. La tercera escuadra de cruceros de batalla zarpó de Rosyth el 12 de enero en viaje de ejercicios de tiro. Así mismo las segunda y tercera escuadras de cruceros de batalla partieron de las Orcadas también en crucero de ejercicios.
Al imponerse tales movimientos, el Almirante Von Ingenohl quiso aprovechar la ausencia de las escuadras británicas de cruceros para destruir unidades ligeras enemigas. Ordenó, en consecuencia, al almirante Franz von Hipper zarpar el 23 de enero -en la víspera de la batalla- con tres cruceros de batalla y un crucero acorazado, apoyado por cuatro cruceros ligeros y dieciocho lanchas torpederas, hacia las cercanías de  Dogger Bank. A esta flota se opuso una fuerza británica de cinco cruceros de batalla, seis cruceros ligeros y 35 destructores, evidentemente muy superior.

## Batalla
A primeros de enero de 1915 supieron en el comando naval alemán que barcos británicos estaban llevando a cabo reconocimientos en el área del Banco Dogger. El almirante Ingenohl se mostró reacio a destruir esos barcos porque el I Grupo de Reconocimiento estaba momentáneamente debilitada mientras el Von der Tann permanecía en dique seco para mantenimiento periódico. El contraalmirante Richard Eckermann, jefe del Estado Mayor de la Flota de Alta Mar, insistió en la operación, por lo que Ingenohl cedió y ordenó a Hipper dirigirse con sus cruceros de batalla al Banco Dogger.
El 23 de enero Hipper partió con el Seydlitz a la cabeza, seguido del Moltke, el Derfflinger y el Blücher, junto con los cruceros ligeros Graudenz, Rostock, Stralsund y Kolberg y 19 buques torpederos de la V Flotilla y las II y XVIII Medias Flotillas. El Graudenz y el Stralsund fueron asignados a la cobertura delantera, el Kolberg y el Rostock a estribor y babor, respectivamente. Cada crucero ligero contó con una media flotilla de buques torpederos adjunta.
Una vez más, la interceptación de las señales inalámbricas alemanas jugó un importante papel. Aún sin tener conocimiento exacto de operación, la inteligencia británica dedujo el movimiento de las fuerzas alemanas al Banco Dogger. Para combatirlos el 1º Escuadrón de cruceros de batalla de Beatty, el 2º escuadrón de cruceros de batalla del contraalmirante Gordon Moore y el 2º escuadrón de cruceros ligeros del comodoro William Goodenough fueron a reunirse a las 08:00 del día 24 de enero con la Fuerza Harwich del comodoro Reginald Tyrwhitt a 30 millas náuticas al norte del Banco Dogger.
A las 08:14 del día 24 de enero el crucero alemán SMS Kolberg divisó al crucero ligero Aurora y a varios destructores de la Fuerza Harwich. El Aurora lo desafió con un reflector, por lo que el Kolberg lo atacó y le hizo blanco con dos proyectiles, a lo que el navío británico respondió impactándole con otros dos disparos. Hipper ordenó inmediatamente virar a sus cruceros hacia ellos cuando, casi al mismo tiempo, el SMS Stralsund pudo ver en lontananza, al noroeste de su posición, una gran columna de humo. Ello fue interpretado como una gran fuerza inglesa en dirección a la flota de Hipper, al hilo de lo cual el comandante dijo más tarde:

La presencia de una fuerza tan grande indicó la proximidad de otras secciones de la Marina Real Británica, especialmente tras revelarse por las interceptaciones inalámbricas la proximidad del 2º Escuadrón de Cruceros de Batalla… Ello fue también informado por el Blücher en la retaguardia de las líneas alemanas, donde había abierto fuego contra un crucero ligero y varios destructores que venían detrás. Los cruceros de batalla bajo mi mando se encontraban, en vista del predominante viento [este-noreste], en posición de barlovento y en situación muy desfavorable desde el principio.

Hipper tomó rumbo sur para dejar atrás a los navíos británicos, pero debió limitarse a avanzar a 23 nudos, la velocidad máxima del Blücher en esos momentos. Los cruceros de batalla británicos que los perseguían navegaban a 27 nudos, por lo que rápidamente alcanzaron a los barcos germanos. A las 09:52 el Lion, buque en que navegaba Beatty, abrió fuego contra el Blücher desde una distancia aproximada de 18 km, y poco después también comenzaron a disparar el Queen Mary y el Tiger. A las 10:09 los proyectiles ingleses hicieron su primer blanco en el Blücher, pero dos minutos después los navíos alemanes devolvieron varios cañonazos, casi todos con objetivo en el Lion, desde una distancia de 16,5 km. A las 10:28 el Lion recibe un cañonazo en su línea de flotación que le abre un boquete por el que se cuela agua que inunda su depósito de carbón y casi al mismo tiempo desde el Blücher consiguen colocarle otro proyectil de 210 mm en la torreta delantera, disparo que si bien no penetró la armadura consiguió inutilizar su cañón izquierdo. Sobre las 10:30 el New Zealand, cuarto buque de la línea de Beatty, entró en un rango efectivo sobre el Blücher y abrió fuego. Solo cinco minutos después el rango ya era de 16 km, momento en el que toda la flota de Hipper estaba a tiro de los buques ingleses, por lo que Beatty ordenó a sus cruceros de batalla entablar combate con sus contrapartes germanas.
Para las 11:00 el Blücher ya había sido tocado con numerosos proyectiles pesados y estaba seriamente dañado, aunque por el lado inglés el Lion había recibido el grueso de las andanadas de los cruceros Seydlitz, Derfflinger y Moltke y sus proyectiles le habían inutilizado dos de sus tres dinamos y provocado la inundación de la sala de máquinas de babor. 11:48 y entra en escena el Indomitable, que por orden de Beatty concentra su fuego en el ya muy maltrecho Blücher, que estaba en llamas y escorando a babor. Uno de los supervivientes contó la destrucción que se estaba produciendo:

Los proyectiles… perforaron hasta el cuarto de calderas. El carbón en los almacenes estaba ardiendo. Ya que las carboneras estaban medio vacías, el fuego ardía alegremente. En la sala de máquinas un proyectil cayó en el aceite y lo roció alrededor en llamas azules y verdes… La tremenda presión del aire resultante de una explosión en un espacio reducido hizo que este rugiera por cada agujero y se abriera camino por cualquier punto débil. Los hombres fueron golpeados por esa terrorífica presión de aire y arrojados a una muerte horrible entre las máquinas.

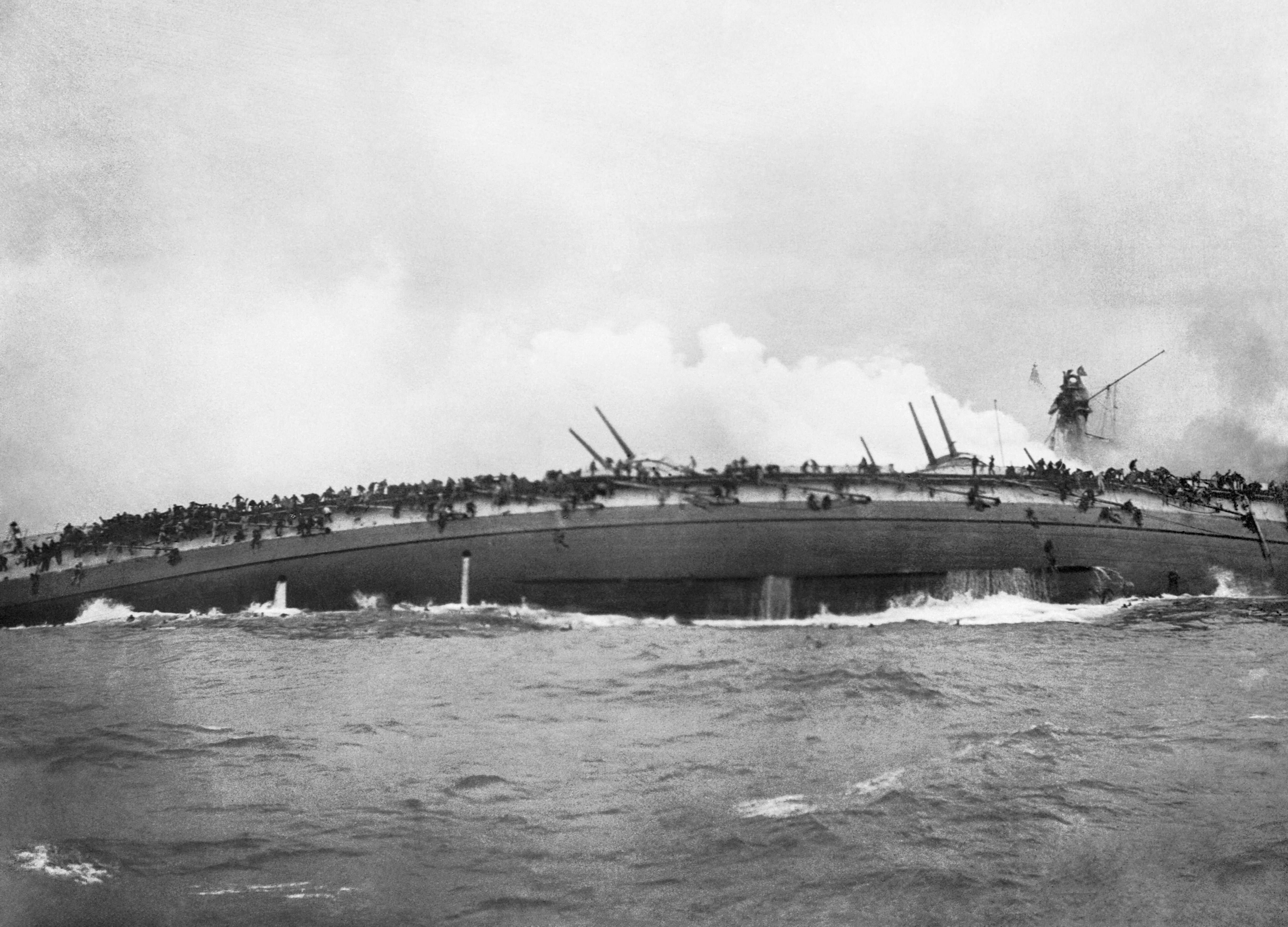
El Blücher zozobrando mientras cientos de sus tripulantes se aferran al costado del crucero. Esta impresionante instantánea fue tomada desde la cubierta del crucero ligero británico ', uno de los navíos que se acercaron al rescate de los náufragos y luego tuvo que retirarse por el ataque de un dirigible alemán.

Sin embargo, todo fue interrumpido por informes que afirmaban la presencia de unos submarinos U-boot alemanes por delante de los barcos británicos. Beatty rápidamente ordenó maniobras de evasión, lo que permitió a los germanos aumentar su distancia. En este momento la última dinamo operacional del Lion falló y el navío hubo de reducir su velocidad a 15 nudos, por lo que Beatty ordenó a los cruceros restantes «rodear la retaguardia del enemigo», pero un fallo en la transmisión provocó que solo se atacara al Blücher. Este continuaba una resistencia tenaz y había rechazado ya el ataque de cuatro cruceros del 1º Escuadrón de cruceros ligeros y otros cuatro destructores. A pesar de ello, el buque insignia del 1º escuadrón de cruceros ligeros, el Aurora, hizo blanco en el crucero acorazado alemán con dos torpedos. En ese punto todos los cañones de las baterías principales del barco de la Marina Imperial, excepto la trasera, ya habían sido silenciados. Una andanada de siete torpedos fue lanzada a quemarropa y provocó el vuelco del navío germano a las 13:13. En el transcurso de la batalla, el Blücher había recibido entre 70 y 100 proyectiles de grueso calibre y varios torpedos.
Mientras el crucero se hundía los destructores británicos navegaron hacia su posición para intentar rescatar supervivientes de las aguas. Sin embargo, el dirigible zepelín alemán L5 confundió su barco naufragado con un crucero de batalla inglés y trató de bombardear a los destructores que se le acercaban, que se vieron obligados a retirarse. Las cifras sobre el número de bajas del hundimiento del Blücher son muy diversas. Paul Schmalenbach informó de que un total de 6 oficiales de 29 y 275 marineros de 999 fueron rescatados con vida del agua, lo que supone un total de 747 fallecidos. Las fuentes oficiales alemanas consultadas por Erich Gröner establecen 792 muertos en esta tragedia, mientras que James Goldrick afirma, sobre la base de documentos británicos, que se rescataron 234 hombres de un barco que contaba con alrededor de 1200 tripulantes. Entre los rescatados del mar estaba el capitán de navío Erdmann, oficial al mando del Blücher, aunque falleció de pulmonía durante su cautiverio británico. Junto con él, otros veinte tripulantes del crucero murieron siendo prisioneros de guerra.
La concentración del fuego británico en el Blücher permitió escapar a los buques Moltke, Seydlitz y Derfflinger. El almirante Hipper tenía la intención de dar la vuelta con estos tres cruceros y rodear los barcos británicos con el fin de aliviar al castigado Blücher, pero cuando supo que su buque insignia también estaba muy tocado, decidió abandonar al crucero acorazado. Más tarde Hipper explicó su decisión:

Con el fin de socorrer al Blücher se decidió intentar un movimiento de flanqueo… Pero como me informaron de que en mi buque insignia sus torretas C y D estaban inutilizadas, estábamos inundados a popa y que solo teníamos ya 200 proyectiles pesados, rechacé cualquier idea de ayudar al Blücher. Sea lo que fuere, ninguna intervención de nuestra Flota Principal habría valido, pues hubiera dado lugar a mayores pérdidas. El socorro al Blücher con un movimiento de flanqueo habría llevado a mi formación entre los cruceros de batalla británicos y los escuadrones de batalla que probablemente estarían detrás.

Para cuando Beatty recuperó el control sobre sus buques tras haberse trasladado al Princess Royal, los barcos alemanes habían tomado una ventaja demasiado grande para darles caza, por lo que a las 13:50 cesó la persecución. El Káiser Guillermo II de Alemania se enfureció por la pérdida del Blücher y el hundimiento casi total del Seydlitz, y ordenó a la Flota de Alta Mar permanecer en puerto. El contraalmirante Eckermann fue destituido de su cargo y el almirante Ingenohl se vio obligado a dimitir. Le sustituyó el almirante Hugo von Pohl.

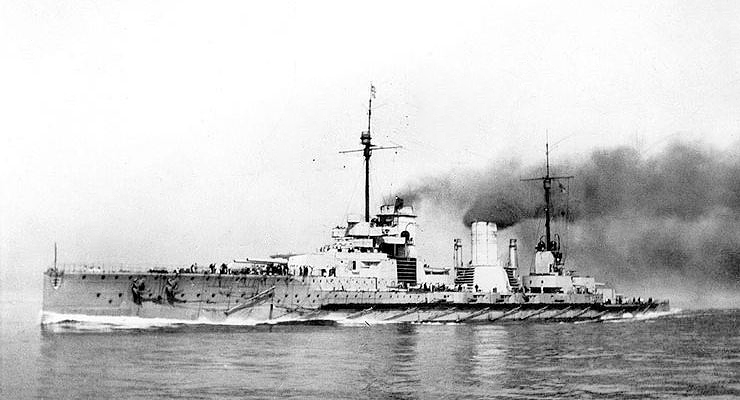
El SMS Seydlitz antes de la batalla

### Fuerzas en conflicto
Los buques que intervinieron por parte alemana fueron:
1.ª escuadra de exploración:
- SMS Seydlitz
- SMS Moltke
- SMS Derfflinger
- SMS Blücher (hundido)

2.ª escuadra de exploración: 4 cruceros ligeros
- SMS Kolberg
- SMS Stralsund
- SMS Rostock
- SMS Graudenz

2 flotillas con un total de 18 destructores
Por los británicos:
1.ª escuadra de cruceros de batalla:
- HMS Lion
- HMS Princess Royal
- HMS Tiger

2.ª escuadra de cruceros de batalla:
- HMS New Zealand
- HMS Indomitable

1.ª escuadra de cruceros ligeros: 4 cruceros ligeros:
- HMS Southampton
- HMS Birmingham
- HMS Lowestoft
- HMS Nottingham

Harwich Force: 3 cruceros ligeros (HMS Aurora, HMS Arethusa y HMS Undaunted y 35 destructores.